# Привальное (Омская область)
Прива́льное — село в Азовском немецком национальном районе Омской области России. Входит в составе Азовского сельского поселения.
Население — 856 (2021), 988 (2018)
Основано в 1894 году.

## География
Село Привальное расположено на расстоянии 2 км от районного центра Азово и в 45 км юго-западнее Омска. 
Рельеф местности равнинный, высота — 105 м над уровнем моря.
В селе 4 улицы: Красная Звезда, Карла Маркса, Новая и Молодёжная. Самая длинная (100 домов), она же центральная улица, — это улица Карла Маркса.
Село находится в лесостепной зоне, которая почти полностью распахана. Почвы чернозёмные и серые лесные, пригодные для сельскохозяйственного использования. На территории села нет рек и крупных озёр, только искусственные водоёмы, созданные в разное время.

## История
Село Привальное было основано осенью 1894 года немецкими переселенцами из Самарской и Саратовской губерний. В начале XX века здесь была построена евангелическо-лютеранская школа, преподавание в которой осуществлялось на немецком языке. В селе уже в начале 20 века появилась своя паровая мельница. В 1920 году в селе был избран первый сельсовет.
В 1923 году в Привальном появляется «сельскохозяйственное товарищество с целью совместной обработки земли».
В 1926 году население достигло уже 704 человек, среди которых преобладали немцы. В селе было 102 двора.
В марте 1928 года было создано "машинное товарищество «Аккерман», в которое объединились 12 личных хозяйств. Товарищество на кредиты приобрело первый трактор «Фордзон», сеялку, молотилку на конном приводе и другую сельхозтехнику.
В 1929 году его преобразовали в сельхозартель с сохранением названия. В том же году на основе объединения кооперированных товариществ села, сельхозартели, единоличных хозяйств образуется первый колхоз — «имени Молотова». 
В 1939 году в Привальном проведенная перепись показала 705 жителей и 124 двора. Рядом с Привальным росло другое село — Азово, и уже к концу 1950-х годов это соседство привело к объединению двух колхозов. Азовский «имени 16 лет Октября» и приваленский «имени Молотова» объединились в колхоз «имени Тараса Шевченко». В 1957 году Привальное в числе полутора десятков смежных селений включается в сформированный совхоз «Азовский», где Привальное получает хозяйственное подразделение — отделение № 1.
В 1959 году население села достигло уже 900 человек. В 1960-х здесь строится новое здание 8-летней школы (в нём обучение детей шло в 1965—1995 годах). Первым директором был Петр Михайлович Кокорин. Старое здание занимает сельский клуб, но уже через несколько лет для него тоже строят новое помещение — на 120 мест с киноустановкой.
В 1985 году вводится в строй централизованный водопровод.
В 1986 году открываются ясли, сезонная столовая и библиотека.
В 1992 году Привальное входит в состав только что сформированного Азовского немецкого национального района Омской области.
В 1994 году к 100-летию села вводится в строй новая школа.
В 2005 году началась газификация села, газопровод прошел по всем улицам Привального.
В 2006 году в Привальном проживало уже 880 человек, и постепенно население выросло, достигнув к 2018 году отметки в 988 человек и 278 дворов.

## Население
| 1917 | 1926 | 1939 | 1959 | 2002 | 2003 | 2006 |
| ---- | ---- | ---- | ---- | ---- | ---- | ---- |
| 358  | ↗704 | ↗705 | ↗900 | ↘850 | ↘820 | ↗880 |
| 2010 | 2021 |      |      |      |      |      |
| ↘863 | ↘856 |      |      |      |      |      |

С 1990-х годов стало наблюдаться снижение численности населения села, что связано с возвращением жителей на историческую родину в Германию. В 2010-х годах население выросло до 988 человек (2018 год).

### Гендерный состав
По результатам переписи 2002 года проживало 418 мужчин, 432 женщины.
По данным Всероссийской переписи населения 2010 года в гендерной структуре населения из 863 человек мужчин — 402, женщин — 461 (46,6 и 53,4 % соответственно).

### Национальный состав
Согласно результатам переписи 2002 года, в национальной структуре населения русские составляли 53%, немцы 34% от общей численности населения в 850 чел..

## Инфраструктура
Главным предприятием села является отделение ЗАО «Азовское». Специализация — производство молока, племенное животноводство.

## Транспорт
Село доступно автотранспортом.